# گلرود
گِلِرود نام رودی است در شهرستان بروجرد در غرب ایران. این رود از سرچشمه‌های متعدد در روستای ونایی در غرب این شهرستان نشات می‌گیرد و با شیبی تند از طریق تنگه کپرگه وارد منطقه گلدشت می‌شود و در غرب شهر بروجرد در مجاورت تپه چغا از سمت شمال شاخه ای دیگر به نام رود خانه لیقناب دریافت می‌کند. در همین محل سدی به نام سد چغا جهت کنترل آب و گرفتن انشعاب از رود جهت تأمین آب زمین‌های کشاورزی جنوب شهر بروجرد احداث شده‌است. بعد از آن، گلرود از حاشیه جنوبی شهر بروجرد عبور می‌کند. در محل پارک فدک چندین دریاچه بر روی رودخانه گلرود ایجاد شده‌است.
گلرود با دریافت شاخه‌های دیگری از رودلیقناب و آبسرده و خایان با نام رودخانه سزار در دشت حاصلخیز سیلاخور به سمت جنوب شرقی می‌رود و در شهر دورود از سمت شرق شعبه بزرگی به نام ماربره را دریافت می‌دارد.

## وضعیت رودخانه
به دلیل ساخت و ساز فراوان در منطقه و فنس کشی اطراف رود و 
رهاسازی نخاله‌های زباله، گلرود با معضل آلودگی به انواع زباله روبروست.